# تلما فرنس (ویکنتس فرنس)
تلما فرنس (انگلیسی: Thelma Furness؛ ۲۳ اوت ۱۹۰۴ – ۲۹ ژانویهٔ ۱۹۷۰) ویکُنتِس فرنس و معشوقهٔ ادوارد هشتم در دوران ولیعهدی‌اش بود. روابط آنها مربوط به قبل از آشنایی ادوارد هشتم با والیس سیمپسون بود که بعدها بخاطر ازدواج با او، از سلطنت کناره‌گیری کرد. در بیشتر دورانی که او با ولیعهد رابطه عاطفی داشت، هنوز همسر نجیب‌زادهٔ انگلیسی «مارمادوک فرنس» ویکنت اولِ «فِرنس» (در شهرستان کامبریا) بود که رابطهٔ زناشویی‌شان درست یکسال پیش از قطع رابطه با ادوارد هشتم، به جدایی انجامید.
خواهر دوقلوی او «گلوریا مورگان وندربیلت» همسر میلیونر آمریکایی «رجینالد کِلِـی‌پول وندربیلت» بود که با او، دختری به نام گلوریا وندربیلت داشت.
تلما فرنس در سن ۱۷ سالگی یه شرکت فیلم‌سازی به نام «تلما مورگان پیکچرز» تأسیس کرد و تعدادی فیلم را تهیه نمود و در چند فیلم نیز به عنوان هنرپیشه ظاهر شد که از آن جمله، می‌توان به «دشمنان بانوان» (۱۹۲۳)، «پس اینه ازدواج؟» (۱۹۲۴) و «هر زنی» (۱۹۲۵) اشاره کرد.